# 施瓦茨洛弗河
47°39′43.1″N 12°25′13.9″E / 47.661972°N 12.420528°E

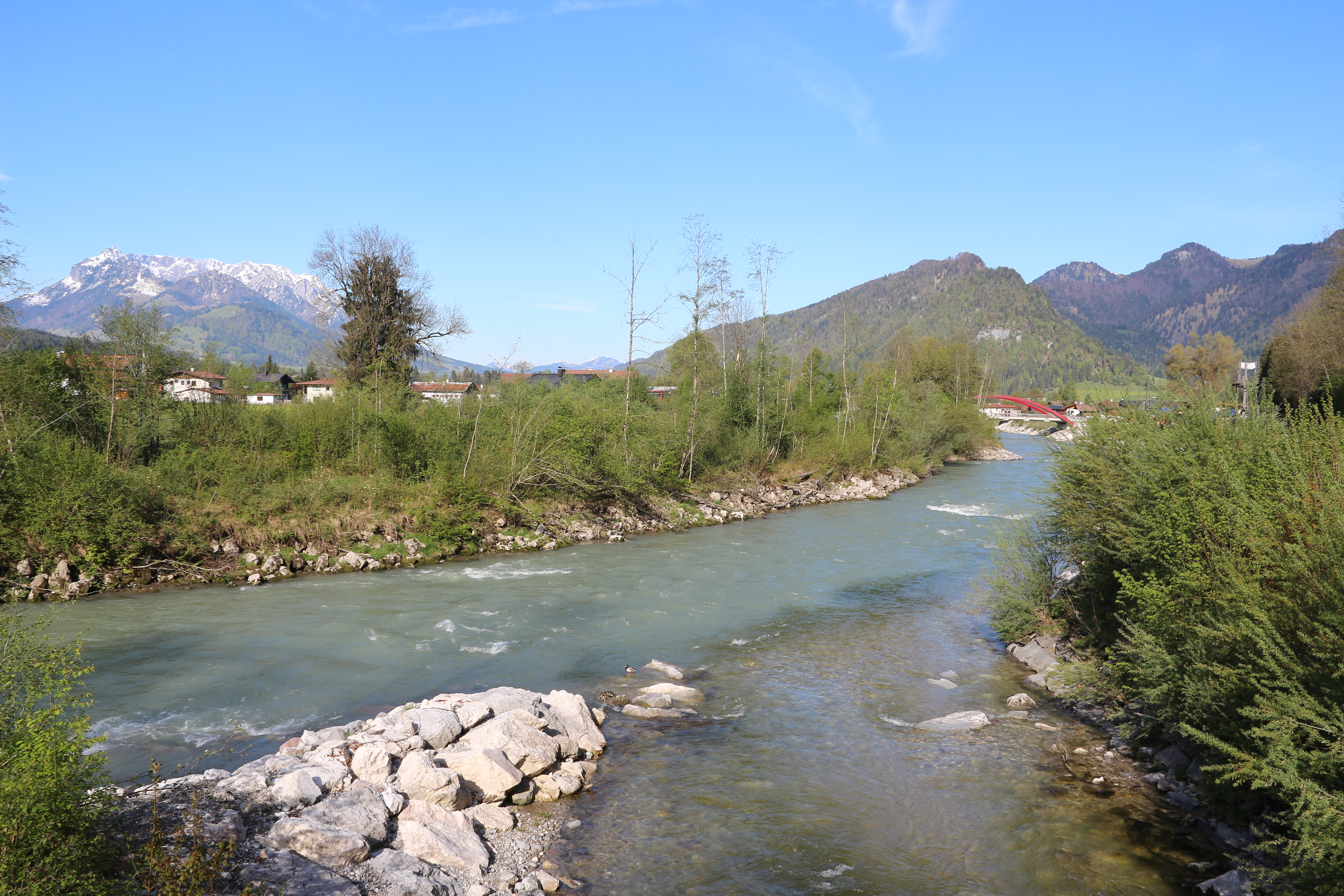

施瓦茨洛弗河是德國的河流，位於該國東南部，由巴伐利亞負責管轄，該河流屬於大阿赫河的支流，河道全長16.5公里，河道全長67.4公里。